# An American Trilogy (Mickey Newbury)
An American Trilogy est un medley arrangé par le chanteur et compositeur américain Mickey Newbury (1940-2002) pour son album Frisco Mabel Joy sorti en 1971 et un coffret, sorti en 2011, contenant trois de ses albums remastérisés enregistrés entre 1969 et 1973 et un album supplémentaire d'enregistrements rares et inédits, que l'on pensait perdus dans un incendie, intitulé : "Better Days".
C'est aussi le titre d'un livre du juriste américain, spécialisé dans la protection des animaux, Steven M. Wise, sur l'industrie du porc en Caroline du Nord.

## Histoire
An American Trilogy, la chanson la plus fameuse de Mickey Newbury par le nombre de ses reprises, est aussi l'une des rares dont il n'a pas écrit le texte. Elle naît d'une improvisation par Newbury lors d'un récital donné au Bitter End West de Hollywood, club de folk de Los Angeles, en novembre 1970. Il la réarrange pour son album Frisco Mabel Joy en 1971 et elle apparaît ensuite sur son album Live At Montezuma Hall sorti en 1973. 
Bien que la version originale de Mickey Newbury ai atteint la place n° 26 des classements de vente en 1972, et n° 9 sur le diagramme d'Easy Listening Billboard, c'est l'interprétation chantée par Elvis Presley qui rendra le medley célèbre lorsqu'il l'inclura de manière régulière dans ses concerts et tournées à partir de 1972. Elvis Presley en fera un premier enregistrement publié par RCA en février 1972, puis il l'inclut dans le documentaire "Elvis on Tour" ainsi que dans le spectacle Elvis Aloha from Hawaii, diffusé par satellite le 14 janvier 1973. La version d'Elvis Presley atteindra la place n° 66 des ventes des disques, et culminera numéro 31 sur la carte Easy Listening.
Plus de 465 versions de An American Trilogy ont été enregistrées, par des artistes différents de par le monde dont une version par le Chœur de l'Armée Rouge.

## La chanson éponyme
An American Trilogy est un medley composé de trois chansons emblématiques du XIXe siècle, dont deux chants américains et un chant d'origine caribéenne (archipel des Bahamas) devenu célèbre aux États-Unis dans la seconde moitié du XXe siècle : 
- Dixie, qui est au départ l’ode d'un homme à la terre qui l'avait vu naître d'un esclave affranchi, fut écrite à New-York par Daniel Decatur Emmett, originaire de l'état d'Ohio et, par un retournement de l'histoire, devint l'hymne officieux de la Confédération lors de la guerre de Sécession, au grand dam de Emmett et du président Abraham Lincoln, qui a déclaré après la fin de la guerre en 1865 : « J'ai toujours pensé que « Dixie » était l'une des meilleures chansons que j'ai jamais entendu. ». Ensuite, la chanson est devenue la représentation emblématique du Sud des États-Unis et l'expression consommée des « blackface minstrel », caricatures théâtrales des noirs, très à la mode jusqu'aux mouvements contestataires des années 1960 ; c'est à la fin de la décennie 1960 qu'elle est récupérée par les suprémacistes blancs et presque interdite. Meurtri de voir le détournement de la chanson l'emporter sur sa vocation initiale, Newbury la reprend lors du récital donné au Bitter End West, et entonne son premier couplet, ralenti, dépouillé de son rythme martial ;
- Il enchaîne ensuite avec Battle Hymn of the Republic, l'hymne patriotique du Nord, écrit par Howe, et devenu le chant de marche de l'armée de l'Union pendant la Guerre Civile, chanson souvent considérée comme la contre-partie nordique de Dixie, surtout chantée dans le Nord parce qu'il demandait la libération des esclaves du Sud. On considère souvent que cette chanson prône des valeurs contraires à Dixie, à cause du contexte de la guerre de sécession et de leur opposition apparente en deux camps, mais elles ne traitent pas réellement des mêmes thèmes. Ce chant évoque des sentiments patriotiques et religieux à la mémoire d'un individu et a beaucoup été joué aux funérailles des grands personnages anglo-saxons : celles de Winston Churchill et de Ronald Reagan par exemple.
- Il termine avec All My Trials, berceuse originaire des Bahamas, proche cousine des negro-spirituals devenue une douloureuse protest song de révolte dans l'Amérique contestataire des années 1950. Il s'agit de l'histoire d'une mère sur son lit de mort, qui réconforte ses enfants en leur disant, en substance, que peu importe combien peut paraître sombre la situation actuelle, la lutte ne serait « bientôt plus ». All My Trials est souvent vue comme une allégorie d’un passage de la Bible : « Ne craignez rien car ceux qui tuent le corps, ne peuvent pas tuer l'âme »[1]. Son message d'un dépassement du malheur actuel propulse la chanson à l'état d'hymne national, et elle sera enregistrée par de nombreux artistes de l'époque dont Harry Belafonte et Joan Baez.

« Bien plus qu'à un assemblage composite, c'est à une véritable création, portée par l'extrême sensibilité vocale de Newbury, qu'ont assisté les membres du public du Bitter End West de Hollywood ce soir de novembre 1970. Le patron du club redoutait une émeute. À la fin du morceau, on n'entendit dans la salle que des sanglots suivis d'un long silence puis d'une assourdissante ovation » An American Trilogy était née et allait commencer sa carrière internationale 14 mois plus tard avec pour parrain Elvis Presley, la plus grande star américaine de l'époque.

### Le coffret
Certains titres sont enchaînés, reliés par ce que Mickey appelait ses « interludes », à l'instar de Frisco Mabel Joy ; d'autres titres sont des démos jamais commercialisées, dont trois classiques. Le titre donné à la compilation est une référence à un medley de Mickey Newbury :
- Looks Like Rain (septembre 1969)
- Frisco Mabel Joy (octobre 1971)
- Heaven Help The Child (septembre 1969)
- Better Days (septembre 1969)

Un livret de notes de 23 pages (dont 6 illustrées), contenant des informations, photos et témoignages de Kris Kristofferson et interviews par Ben Fong Torres, journaliste américain.

## Titres
Il est utile ici de ne noter que les chansons inédites, qui forment le contenu de Better Days, l'album posthume. Il contient 15 titres, dont certains sont inédits, d'autres joués dans les conditions du direct lors d'émissions en radio. Les titres 1, 4, 5, 6 et 8 sont des versions suggérées aux éditeurs. Sad Sattin Rhyme et Sunshine sont sortis une première fois avec un single.
- If you want Me To I'll Go : Don Gibson et Bobby Wright, fils de Johnnie Wright, l'accepteront.
- Sunshine : Il s'agit d'une version alternative à celle de l'album Looks Like Rain, publiée sur un single.
- Sad Satin Rhyme : chanson qui figura sur un single.
- Why You Been Gone So Long : le chanteur country Johnny Darrell l'acceptera.
- I Don't Wanna Rock : la chanteuse country Sammi Smith l'acceptera.
- Let Me Stay Awhile : Waylon Jennings et Al Martino l'accepteront.
- Flowerman : démo jamais commercialisée, enregistrée à domicile.
- Good Morning Dear : Roy Orbison, Box Tops et Ray Charles l'accepteront.
- On Top Of Old Smokey : démo jamais commercialisée, enregistrée à domicile.
- Interlude : (How Many Times Must The Piper Be Paid For His Song) : Chanson enregistrée le 25 novembre 1970 pour le Skip Weshner Show de la station de radio KRHM-FM de Los Angeles[3].
- Better Days : Chanson enregistrée le 25 novembre 1970 pour le Skip Weshner Show de la station de radio KRHM-FM de Los Angeles[3].
- How I Love Them Old Songs : Chanson enregistrée le 25 novembre 1970 pour le Skip Weshner Show de la station de radio KRHM-FM de Los Angeles ; elle sera diffusée trois jours plus tard.
- I Don't Wanna Rock : Chanson enregistrée le 25 novembre 1970 pour le Skip Weshner Show de la station de radio KRHM-FM de Los Angeles ; elle sera diffusée trois jours plus tard.
- I Don't Want Me No Big City Woman : Chanson enregistrée le 25 novembre 1970 pour le Skip Weshner Show de la station de radio KRHM-FM de Los Angeles ; elle sera diffusée trois jours plus tard, mais ne sera jamais commercialisée.
- You're Not My Same Sweet Baby : Chanson enregistrée le 25 novembre 1970 pour le Skip Weshner Show de la station de radio KRHM-FM de Los Angeles ; elle sera diffusée trois jours plus tard, mais ne sera jamais commercialisée.

### Pochette
La pochette représente une des photos les plus célèbres de Mickey Newbury, avec au dos une citation de Paradis Perdu du poète anglais du XVIIe siècle John Milton :

 With what delights could I have walked thee round

 If I could joy in aught, sweet interchange

 Of hill and valey, rivers, woods and plains,

 Now land, now sea, and shores with forest crowned

 Rocks, dens, and caves ; but I in none of these

 Find place or refuge ; and the more I see

 Pleasures about me, so much more I feel

 Torment within me, as from hateful siege

 Of contraries
La pochette est réalisée par Tiffany Lamp, Susan Archie & Masumi Kobayashi